# Helveconae

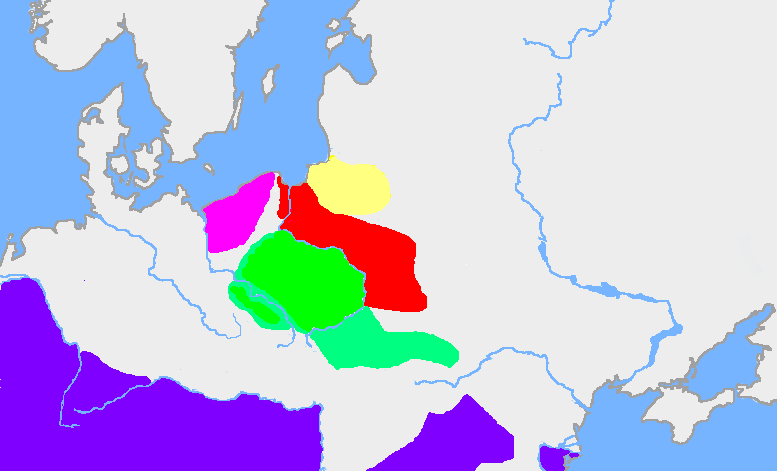
Het groene gebied is de Przeworsk-cultuur in de 3de eeuw n.Chr., toegerekend aan de Lugiërs. Het paarse gebied is het Romeinse Rijk

De Helveconae, of Helvaeonae, Helvecones worden genoemd als een van de volksstammen van de Lugiërs in Tacitus Germania, par. 43.
Andere namen die mogelijk verwijzen naar dezelfde historische volksstam zijn Aelvaeones, of Ailouaiones. Ook bestaat er mogelijk een verband met de Hilleviones uit Zweden.
De Lugiërs verbleven naar wordt aangenomen in het gebied van de bovenloop van de Oder en de Weichsel, in en noordelijk van het nu Poolse Silezië. Hun etnische achtergrond is niet opgehelderd.
Verschillende historici, zoals Johann Jacob Hofmann (1635-1706) in zijn encyclopedie Lexicon Universale (1698), vereenzelvigde de door Tacitus vermelde volksstam met een door Ptolemeus vermeld volk, de Ailouaiones in het Grieks, in gelatiniseerde vorm Aelvaeones. Wellicht hebben historici de naam Helvecones gefabriceerd, aangezien deze niet wordt bevestigd in klassieke bronnen.
Van de Goten en de Vandalen wordt verondersteld dat zij oorspronkelijk uit Zweden kwamen. Velen veronderstellen, zonder dat daar overigens voldoende bewijs voor is, een verband tussen de Helveconae en de Hilleviones uit Zweden.

## Elbingtheorie
Als de Routikleioi en Bourgountoi van Ptolemaeus dezelfde zijn als de Rugiërs (die hun naam gaven aan het eiland Rügen) en de oorspronkelijke Bourgondiërs genoemd door Tacitus, dan verbleven de Aelvaeones waarschijnlijk in het huidige Pommeren, in het nu Poolse kustgebied ongeveer tussen de Oder en de Weichsel.
Een mogelijk verband met de naam van de in 1237 gestichte stad Elbing ten oosten van de Weichsel ontging Jacob niet. De landstreek kende meerdere heersers over de eeuwen heen en daarom had de naamgeving van de stad meerdere varianten: Elving, Elbinc, Elbiogowi, Elblagu, etc. Ze was genoemd naar de rivier de Ilfing (Duits), stromende van het Druznomeer in het Wislahaf. Toen de Angelsaksische reiziger Wolfstan in ongeveer 890 de streek aandeed, lag de Pruisische plaats Truso bij het Druznomeer. Etnische naamgeving gaat vaak terug op namen van rivieren die door een stamgebied lopen. Het is mogelijk, maar slechts speculatief, dat de Elw- van Elwing haar oorsprong kent in een verband met een volk dat in vroeger tijden aan haar oevers verbleef.
Alemannen · Ambivarieten · Ambronen · Ampsivaren · Angelen · Angrivariërs · Asdingen · Baemi · Bajuwaren · Bastarnen · Bataven · Bourgondiërs · Bructeren · Cananefaten · Chamaven · Chasuarii · Chatten · Chattuarii · Chauken · Cherusken · Cimbren · Cugerni · Dulgubnii · Fosi · Franken · Frisii · Gepiden · Goten · Harii · Helisiërs · Hermunduren · Herulen · Juten · Lakringen · Lemoviërs · Longobarden · Lugiërs · Manimiërs · Marcomannen · Marobudui · Marsi · Mattiakken · Naharvalen · Nemeten · Nerviërs · Ostrogoten · Quaden · Rugiërs · Saksen · Semnonen · Silingen · Sitones · Skiren · Sueben · Sugambren · Suiones · Tencteren · Teutonen · Toxandriërs · Triboken · Tubanten · Tudri · Tungri · Ubiërs · Usipeten · Vandalen · Vangionen · Visigoten · Volcae · Warnen
Germani cisrhenani:
Caerosi · Condrusi · Eburonen · Paemani · Segni
Stamverenigingen:
Herminones · Ingvaeones · Istvaeones